# Comuna Lisivșciîna, Korosten
Lisivșciîna (în ucraineană Лісівщинська сільська рада) este o comună în raionul Korosten, regiunea Jîtomîr, Ucraina, formată din satele Lisivșciîna (reședința), Lisobuda și Moisiivka.

## Demografie
Componența lingvistică a comunei Lisivșciîna
     Ucraineană (99,01%)
     Alte limbi (0,99%)
Conform recensământului din 2001, majoritatea populației comunei Lisivșciîna era vorbitoare de ucraineană (99,01%), existând în minoritate și vorbitori de alte limbi.